# Macropodiformes
Els macropodiformes (Macropodiformes) és un dels tres subordres del gran ordre de marsupials dels diprotodonts. Els cangurs, ualabis i afins, així com els cangurs rata, pertanyen a aquest subordre.

## Classificació
- Família Hypsiprymnodontidae
  - Gènere Hypsiprymnodon
    - Cangur rata mesquer, Hypsiprymnodon moschatus

  - Gènere Ekaltadeta †
  - Gènere Jackmahoneyi †
  - Gènere Propleopus †
- Família Macropodidae: cangurs, ualabis i afins
- Família Potoroidae
  - Gènere Wakiewakie †
  - Gènere Purtia †
  - Gènere Palaeopotorous †?
  - Subfamília Bulungamayinae †
    - Gènere Wabularoo †
      - Wabularoo hilarus †
      - Wabularoo naughtoni †

    - Gènere Bulungamaya †

  - Subfamília Potoroinae
    - Gènere Aepyprymnus
      - Cangur rata vermellós, Aepyprymnus rufescens

    - Gènere Bettongia
      - Cangur rata de Tasmània, Bettongia gaimardi
      - Cangur rata de Lesueur, Bettongia lesueur
      - Cangur rata de cua d'escombra, Bettongia penicillata
      - Cangur rata septentrional, Bettongia tropica
      - Bettongia moyesi †

    - Gènere Caloprymnus †
      - Cangur rata del desert, Caloprymnus campestris

    - Gènere Potorous
      - Cangur rata de peus llargs, Potorous longipes
      - Cangur rata de cara ampla, Potorous platyops †
      - Cangur rata de musell llarg, Potorous tridactylus
      - Cangur rata de Gilbert, Potorous gilbertii

    - Gènere Gumardee †
      - Gumardee pascuali †

    - Gènere Milliyowi †
      - Milliyowi bunganditj †